# Vingloka
Vingloka (Smyrnium perfoliatum) är en flockblommig växtart som beskrevs av Carl von Linné. Vingloka ingår i släktet vinglokor, och familjen flockblommiga växter. Arten är reproducerande i Sverige.

## Bildgalleri

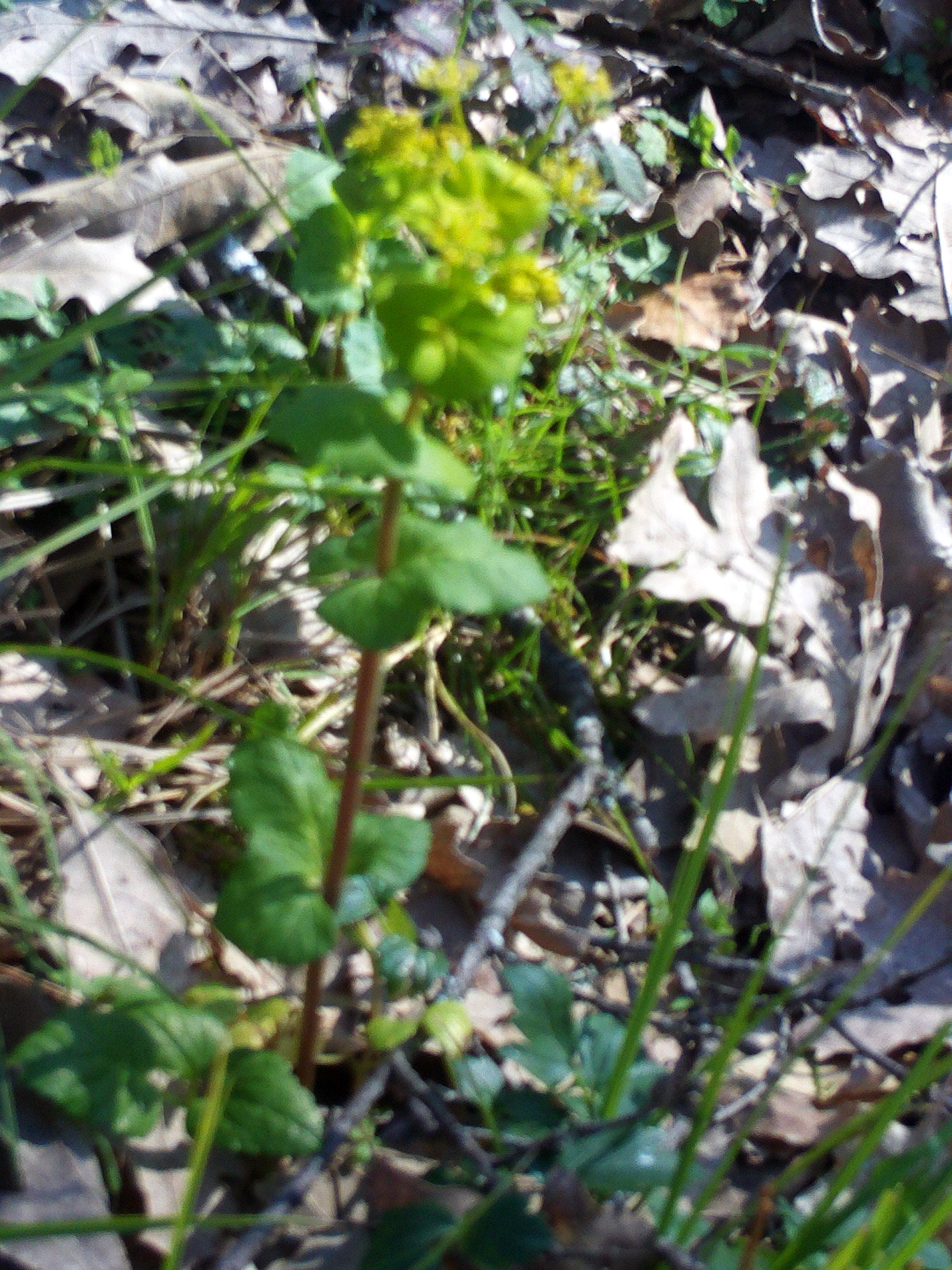
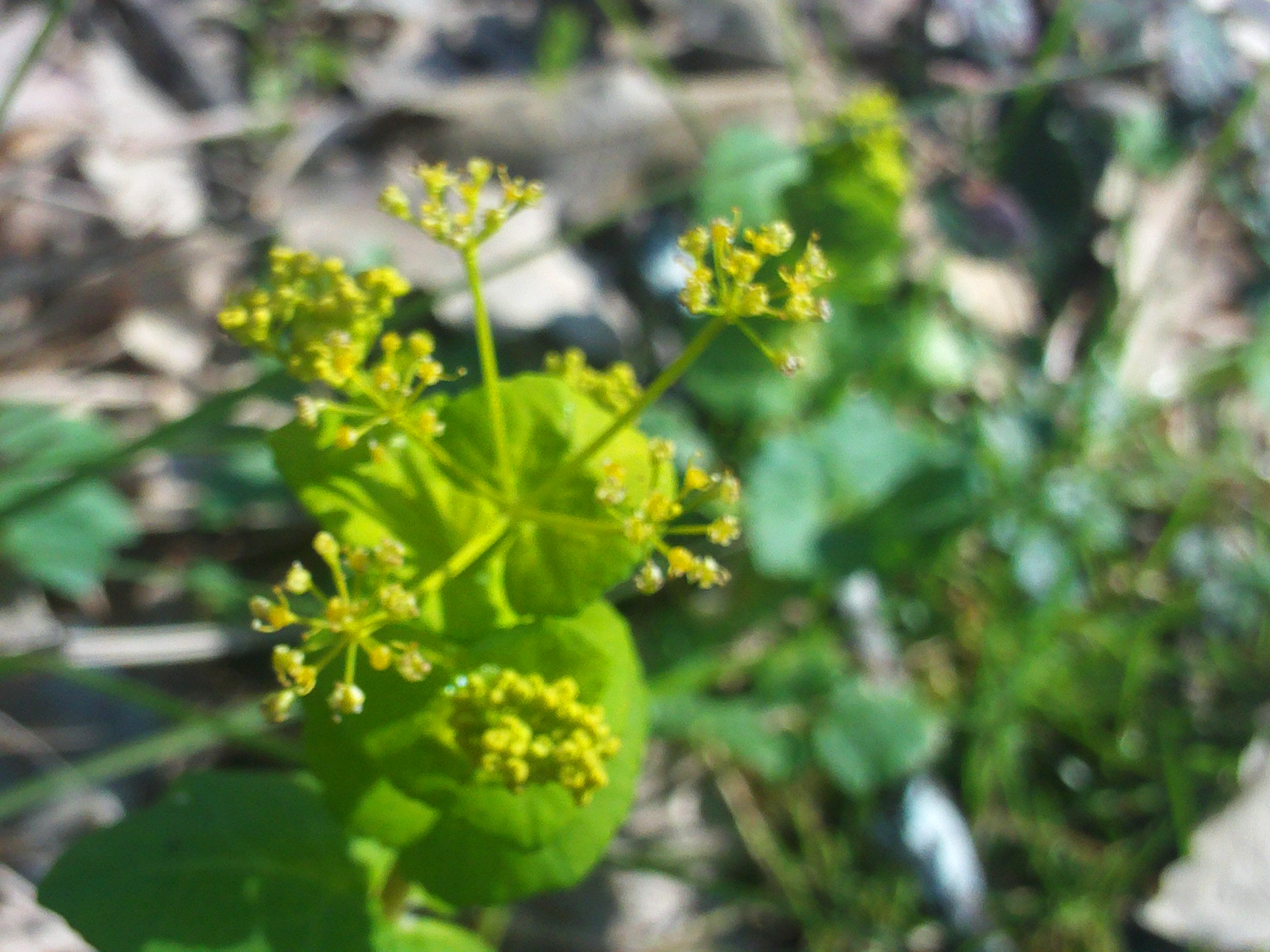
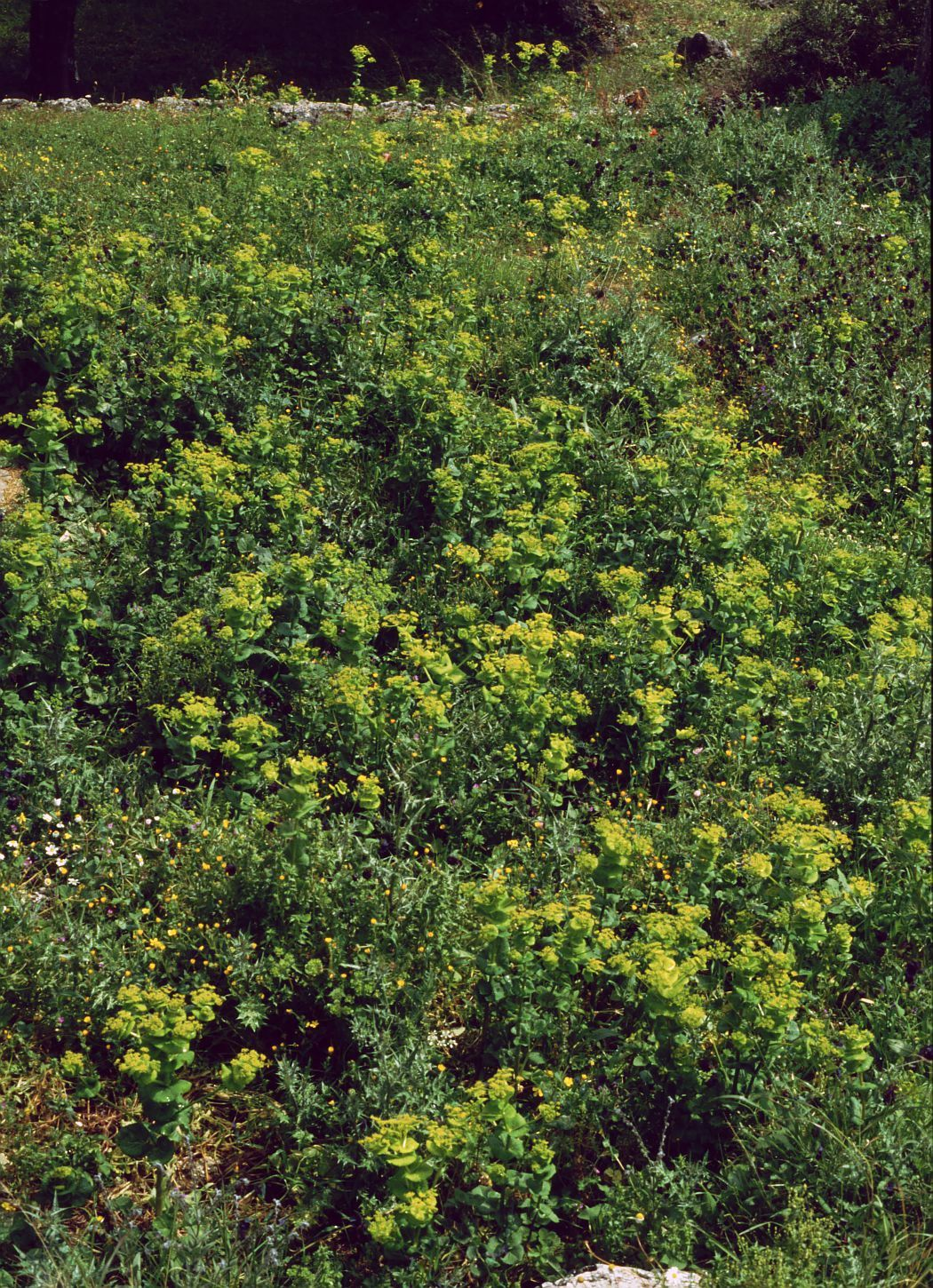
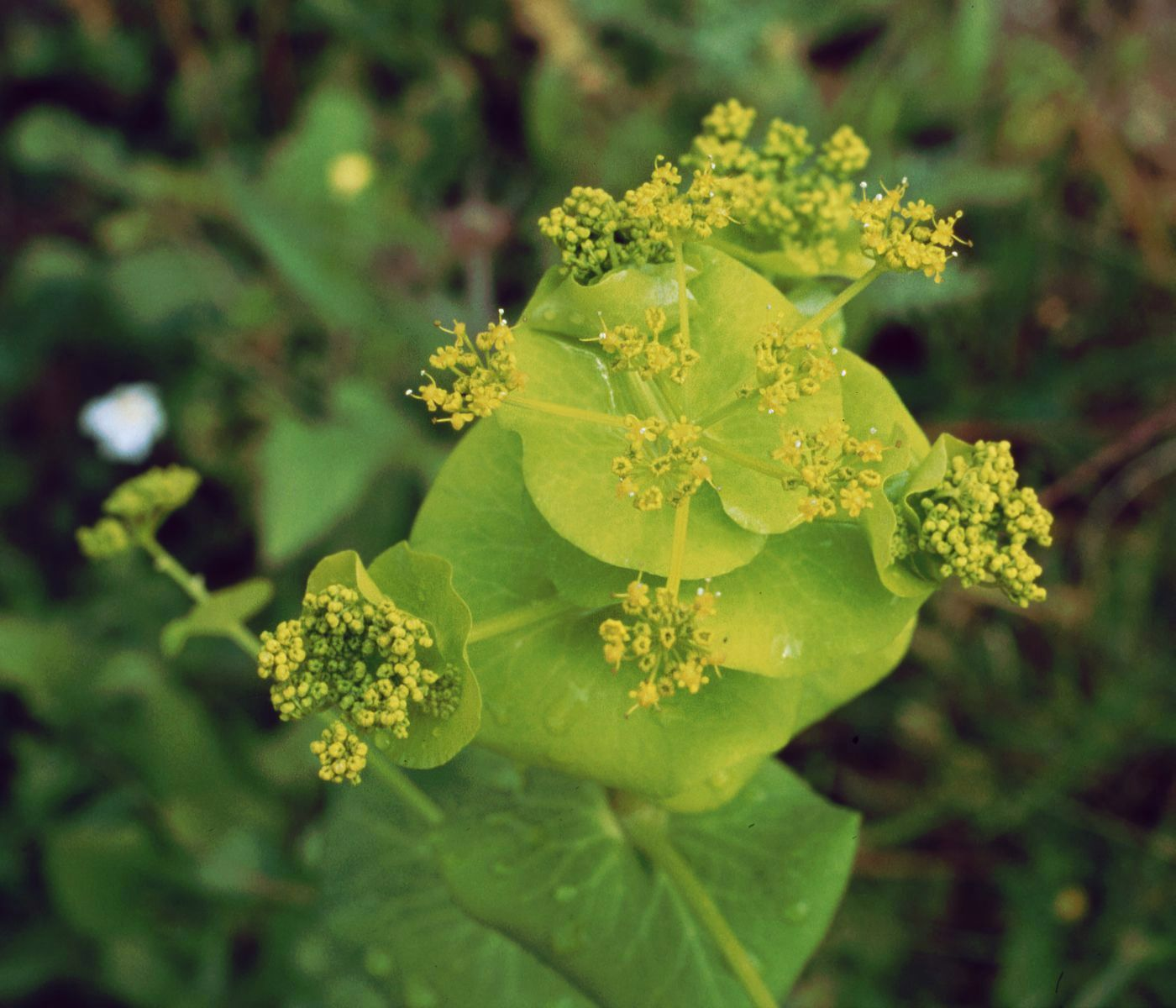
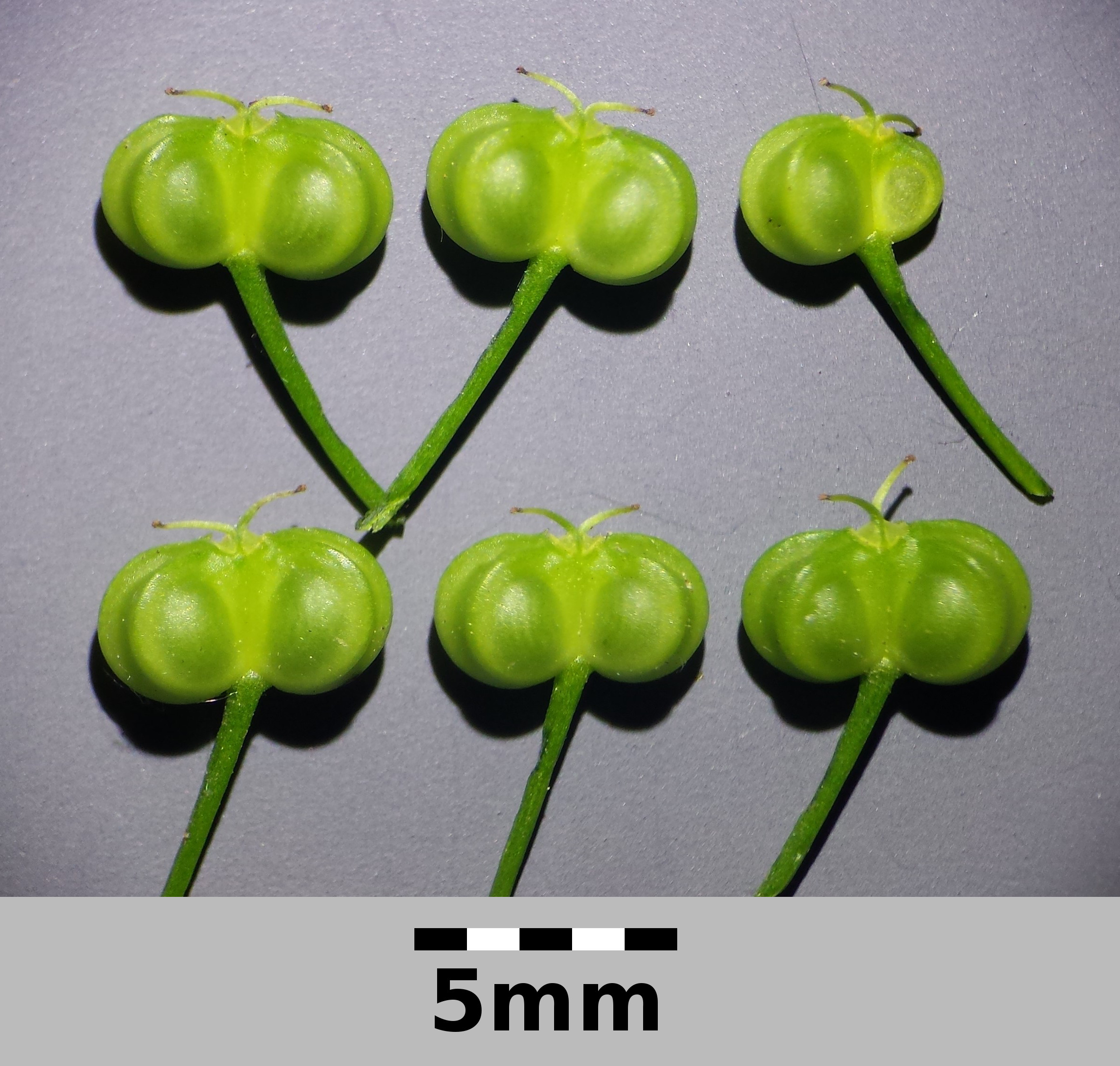
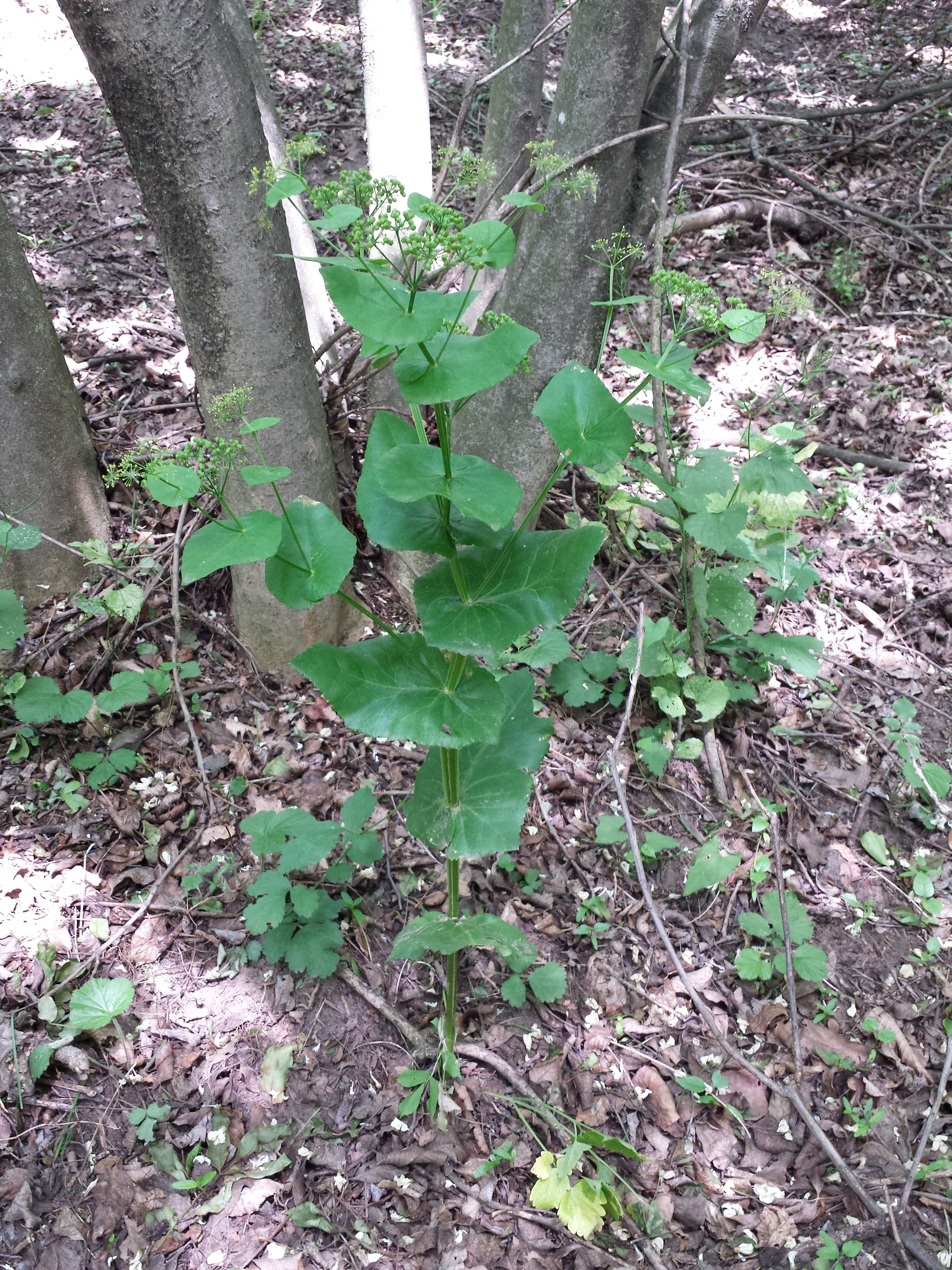